# زاپورتورن
زاپورتورن (به لاتین: Zapporthorn) یک کوه در سوئیس است که در کانتون گراوبوندن واقع شده‌است. زاپورتورن ۳٬۱۵۲ متر بالاتر از سطح دریا واقع شده‌است.